# Seo Dong-myung
Seo Dong-myung (ur. 4 maja 1974) – południowokoreański piłkarz grający na pozycji bramkarza.
W swojej karierze występował w Ulsan Hyundai, Gwangju Sangmu, Jeonbuk Hyundai, Ulsan Hyundai, Busan I'Park.
Był członkiem kadry Korei Południowej na Letnich Igrzyskach Olimpijskich 1996 i Mundialu 1998.